# Marienheide
Marienheide är en kommun och en ort i Oberbergischer Kreis i delstaten Nordrhein-Westfalen i västra Tyskland. Invånarantalet i kommunen är cirka 14 000.